# جيوسيبي بريستيا
جيوسيبي بريستيا (بالإيطالية: Giuseppe Prestia)‏ (13 نوفمبر 1993 بباليرمو في إيطاليا - ) هو لاعب كرة قدم إيطالي في مركز الظهير. شارك مع منتخب إيطاليا تحت 16 سنة لكرة القدم ومنتخب إيطاليا تحت 18 سنة لكرة القدم ومنتخب إيطاليا تحت 19 سنة لكرة القدم ومنتخب إيطاليا تحت 20 سنة لكرة القدم. أما مع النوادي، فقد لعب مع نادي أسكولي ونادي أوتسيلول غالاتسي ونادي بارما ونادي باليرمو ونادي بترولول بلويشتي ونادي كروتوني.

## وصلات خارجية
- جيوسيبي بريستيا على موقع قاعدة بيانات كرة القدم.إي يو (الإنجليزية)
- جيوسيبي بريستيا على موقع Soccerway.com (الإنجليزية)
- جيوسيبي بريستيا على موقع عالم كرة القدم.نت (الإنجليزية)
- جيوسيبي بريستيا على موقع AS.com (الإسبانية)